# Recopa de Europa 1990-91
La Recopa de Europa 1990-91 fue la trigésima primera edición de la Recopa de Europa, en la que participaron los campeones nacionales de copa en la temporada anterior. Cabe destacar el regreso de los equipos ingleses a Europa tras la sanción de cinco años recibida a causa de la Tragedia de Heysel. En esta edición participaron 33 clubes pertenecientes a 32 federaciones nacionales diferentes.
La final, disputada a partido único, enfrentó al FC Barcelona con el Manchester United en el Stadion Feijenoord, en Róterdam, donde ganó el equipo inglés por 2-1.

## Participantes
| Primera ronda             | Primera ronda    | Primera ronda        | Primera ronda      |
| ------------------------- | ---------------- | -------------------- | ------------------ |
| SampdoriaCampeón defensor | Juventus         | 1. FC Kaiserslautern | Barcelona          |
| Dynamo Kyiv               | Liège            | PSV Eindhoven        | Estrela da Amadora |
| Steaua București          | Aberdeen         | Djurgårdens IF       | Montpellier        |
| Austria Wien              | PSV Schwerin     | Dukla Prague         | Pécsi Mecsek       |
| Olympiacos                | Neuchâtel Xamax  | Lyngby BK            | Wrexham            |
| KuPS                      | Legia Warsaw     | Sliven               | Manchester United  |
| KS Flamurtari             | Viking FK        | Glentoran            | Nea Salamis        |
| Fram Reykjavík            | Sliema Wanderers | Swift Hesperange     |                    |
| Ronda previa              |                  |                      |                    |
| Trabzonspor               | Bray Wanderers   |                      |                    |

## Ronda previa
| Equipo 1       | Agr. | Equipo 2    | Ida | Vuelta |
| -------------- | ---- | ----------- | --- | ------ |
| Bray Wanderers | 1–3  | Trabzonspor | 1–1 | 0–2    |

Ida
| 19-8-1990 | Bray Wanderers | 1–1     | Trabzonspor | Tolka Park, Dublin                                       |                                                          |
|           | Nugent 51'     | Reporte | Đukić 2'    | Asistencia: 5,000 espectadores Árbitro(s): Michel Piraux | Asistencia: 5,000 espectadores Árbitro(s): Michel Piraux |

Vuelta
| 4-9-1990 | Trabzonspor           | 2–0 (Global 3-1) | Bray Wanderers | Hüseyin Avni Aker Stadium, Trabzon |                              |
|          | Đukić 48' · Aslan 62' | Reporte          |                | Árbitro(s): Adrian Porumboiu       | Árbitro(s): Adrian Porumboiu |

## Dieciseisavos de final

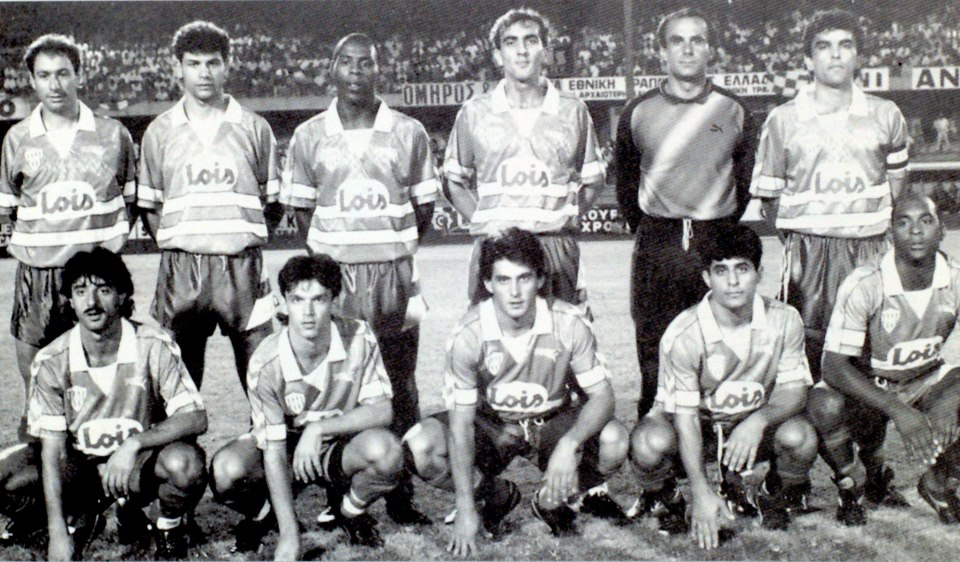
El Nea Salamis Famagusta ante el Aberdeen en el Tsirion Stadium de Limassol.

| Equipo 1           | Agr.                 | Equipo 2         | Ida | Vuelta |
| ------------------ | -------------------- | ---------------- | --- | ------ |
| Nea Salamis        | 0–5                  | Aberdeen         | 0–2 | 0–3    |
| Legia Warsaw       | 6–0                  | Swift Hesperange | 3–0 | 3–0    |
| Olympiacos         | 5–1                  | Flamurtari       | 3–1 | 2–0    |
| Kaiserslautern     | 1–2                  | Sampdoria        | 1–0 | 0–2    |
| Manchester United  | 3–0                  | Pécsi Munkás     | 2–0 | 1–0    |
| Wrexham            | 1–0                  | Lyngby           | 0–0 | 1–0    |
| Montpellier        | 1–0                  | PSV Eindhoven    | 1–0 | 0–0    |
| Glentoran          | 1–6                  | Steaua București | 1–1 | 0–5    |
| KuPS               | 2–6                  | Dynamo Kyiv      | 2–2 | 0–4    |
| Sliema Wanderers   | 1–4                  | Dukla Prague     | 1–2 | 0–2    |
| Fram               | 4–1                  | Djurgårdens IF   | 3–0 | 1–1    |
| Trabzonspor        | 3–7                  | Barcelona        | 1–0 | 2–7    |
| Viking             | 0–5                  | RFC Liège        | 0–2 | 0–3    |
| Estrela da Amadora | 2–2 (t. s.) (4–3 p.) | Neuchâtel Xamax  | 1–1 | 1–1    |
| PSV Schwerin       | 0–2                  | Austria Wien     | 0–2 | 0–0    |
| Sliven             | 1–8                  | Juventus         | 0–2 | 1–6    |

Ida
| 18-9-1990 | Sliema Wanderers | 1–2     | Dukla Prague                   | National Stadium, Attard                                  |                                                           |
|           | Walker 54'       | Reporte | V. Rada 32' · J. Kostelník 87' | Asistencia: 850 espectadores Árbitro(s): Rosario Lo Bello | Asistencia: 850 espectadores Árbitro(s): Rosario Lo Bello |

| 19-9-1990 | Nea Salamis | 0–2     | Aberdeen                 | Tsirion Stadium, Limassol                                  |                                                            |
|           |             | Reporte | Mason 62' · Gillhaus 81' | Asistencia: 7,000 espectadores Árbitro(s): Octavian Streng | Asistencia: 7,000 espectadores Árbitro(s): Octavian Streng |

| 19-9-1990 | Legia Warsaw                | 3–0     | Swift Hesperange | Stadion Wojska Polskiego, Warsaw                     |                                                      |
|           | Kosecki 48', 79' · Pisz 90' | Reporte |                  | Asistencia: 4,172 espectadores Árbitro(s): Kaj Natri | Asistencia: 4,172 espectadores Árbitro(s): Kaj Natri |

| 19-9-1990 | Olympiacos                           | 3–1     | Flamurtari | Karaiskakis Stadium, Piraeus                              |                                                           |
|           | Anastopoulos 9', 69' · Hantzidis 25' | Reporte | Ziu 75'    | Asistencia: 14,907 espectadores Árbitro(s): Atanas Uzunov | Asistencia: 14,907 espectadores Árbitro(s): Atanas Uzunov |

| 19-9-1990 | Kaiserslautern | 1–0     | Sampdoria | Fritz-Walter-Stadion, Kaiserslautern                          |                                                               |
|           | Kuntz 75'      | Reporte |           | Asistencia: 32,674 espectadores Árbitro(s): John Blankenstein | Asistencia: 32,674 espectadores Árbitro(s): John Blankenstein |

| 19-9-1990 | Manchester United        | 2–0     | Pécsi Munkás | Old Trafford, Manchester                                       |                                                                |
|           | Blackmore 10' · Webb 17' | Reporte |              | Asistencia: 28,411 espectadores Árbitro(s): Mario van der Ende | Asistencia: 28,411 espectadores Árbitro(s): Mario van der Ende |

| 19-9-1990 | Wrexham | 0–0     | Lyngby | Racecourse Ground, Wrexham                                         |                                                                    |
|           |         | Reporte |        | Asistencia: 3,417 espectadores Árbitro(s): Frans van der Wijngaert | Asistencia: 3,417 espectadores Árbitro(s): Frans van der Wijngaert |

| 19-9-1990 | Montpellier | 1–0     | PSV Eindhoven | Stade de la Mosson, Montpellier                                    |                                                                    |
|           | Ziober 54'  | Reporte |               | Asistencia: 14,404 espectadores Árbitro(s): Karl-Josef Assenmacher | Asistencia: 14,404 espectadores Árbitro(s): Karl-Josef Assenmacher |

| 19-9-1990 | Glentoran   | 1–1     | Steaua București | The Oval, Belfast                                       |                                                         |
|           | Douglas 84' | Reporte | Stan 47' (pen.)  | Asistencia: 2,163 espectadores Árbitro(s): Tore Hollung | Asistencia: 2,163 espectadores Árbitro(s): Tore Hollung |

| 19-9-1990 | KuPS                         | 2–2     | Dynamo Kyiv             | Väinölänniemen stadion, Kuopio                         |                                                        |
|           | K. Nyyssönen 38' · Gayle 90' | Reporte | Salenko 11' · Yuran 66' | Asistencia: 2,460 espectadores Árbitro(s): Egil Nervik | Asistencia: 2,460 espectadores Árbitro(s): Egil Nervik |

| 19-9-1990 | Fram                                 | 3–0     | Djurgårdens IF | Laugardalsvöllur, Reykjavík                              |                                                          |
|           | Ragnarsson 55', 57' · Arnþórsson 89' | Reporte |                | Asistencia: 637 espectadores Árbitro(s): Wilfred Wallace | Asistencia: 637 espectadores Árbitro(s): Wilfred Wallace |

| 19-9-1990 | Trabzonspor | 1–0     | Barcelona | Hüseyin Avni Aker Stadium, Trabzon                       |                                                          |
|           | Aslan 67'   | Reporte |           | Asistencia: 21,352 espectadores Árbitro(s): Lajos Németh | Asistencia: 21,352 espectadores Árbitro(s): Lajos Németh |

| 19-9-1990 | Viking | 0–2     | RFC Liège              | Stavanger Stadion, Stavanger                            |                                                         |
|           |        | Reporte | Boffin 15' · Ernès 82' | Asistencia: 1,845 espectadores Árbitro(s): George Smith | Asistencia: 1,845 espectadores Árbitro(s): George Smith |

| 19-9-1990 | Estrela da Amadora | 1–1     | Neuchâtel Xamax | Estádio José Gomes, Amadora                                    |                                                                |
|           | Ricky 26'          | Reporte | Sutter 57'      | Asistencia: 6,000 espectadores Árbitro(s): Alphonse Constantin | Asistencia: 6,000 espectadores Árbitro(s): Alphonse Constantin |

| 19-9-1990 | PSV Schwerin | 0–2     | Austria Wien             | Ostseestadion, Rostock                                |                                                       |
|           |              | Reporte | Miļevskis 34' · Zsak 36' | Asistencia: 835 espectadores Árbitro(s): John Nielsen | Asistencia: 835 espectadores Árbitro(s): John Nielsen |

| 19-9-1990 | Sliven | 0–2     | Juventus                          | Stadion Hadzhi Dimitar, Sliven                                 |                                                                |
|           |        | Reporte | Schillaci 26' · Baggio 88' (pen.) | Asistencia: 17,600 espectadores Árbitro(s): Ignace van Swieten | Asistencia: 17,600 espectadores Árbitro(s): Ignace van Swieten |

Vuelta
| 3 de octubre de 1990 | Aberdeen                                   | 3–0 (Global 5-0) | Nea Salamis | Pittodrie Stadium, Aberdeen                               |                                                           |
|                      | C. Robertson 13' · Gillhaus 33' · Jess 67' | Reporte          |             | Asistencia: 9,884 espectadores Árbitro(s): Andrew Ritchie | Asistencia: 9,884 espectadores Árbitro(s): Andrew Ritchie |

| 3-10-1990 | Swift Hesperange | 0–3 (Global 0-6) | Legia Warsaw                          | Stade de la Frontière, Esch-sur-Alzette                      |                                                              |
|           |                  | Reporte          | Jóźwiak 60' · Łatka 82' · Kosecki 88' | Asistencia: 518 espectadores Árbitro(s): Hans-Peter Dellwing | Asistencia: 518 espectadores Árbitro(s): Hans-Peter Dellwing |

| 3-10-1990 | Flamurtari | 0–2 (Global 1-5) | Olympiacos                          | Flamurtari Stadium, Vlorë                                 |                                                           |
|           |            | Reporte          | Christodoulou 84' · Mitropoulos 87' | Asistencia: 12,000 espectadores Árbitro(s): László Molnár | Asistencia: 12,000 espectadores Árbitro(s): László Molnár |

| 3-10-1990 | Sampdoria                      | 2–0 (Global 2-1) | Kaiserslautern | Stadio Luigi Ferraris, Genoa                             |                                                          |
|           | Mancini 6' (pen.) · Branca 75' | Reporte          |                | Asistencia: 29,994 espectadores Árbitro(s): Neil Midgley | Asistencia: 29,994 espectadores Árbitro(s): Neil Midgley |

| 3-10-1990 | Pécsi Munkás | 0–1 (Global 0-3) | Manchester United | Stadion PMFC, Pécs                                        |                                                           |
|           |              | Reporte          | McClair 78'       | Asistencia: 9,700 espectadores Árbitro(s): Zoran Petrović | Asistencia: 9,700 espectadores Árbitro(s): Zoran Petrović |

| 3-10-1990 | Lyngby | 0–1 (Global 0-1) | Wrexham       | Lyngby Stadion, Kongens Lyngby                           |                                                          |
|           |        | Reporte          | Armstrong 10' | Asistencia: 1,548 espectadores Árbitro(s): Jiří Stiegler | Asistencia: 1,548 espectadores Árbitro(s): Jiří Stiegler |

| 3-10-1990 | PSV Eindhoven | 0–0 (Global 0-1) | Montpellier | Philips Stadion, Eindhoven                                |                                                           |
|           |               | Reporte          |             | Asistencia: 24,500 espectadores Árbitro(s): Alexey Spirin | Asistencia: 24,500 espectadores Árbitro(s): Alexey Spirin |

| 3-10-1990 | Steaua București                                   | 5–0 (Global 6-1) | Glentoran | Stadionul Steaua, Bucharest                            |                                                        |
|           | Stan 21' · Dumitrescu 37', 45' · Petrescu 80', 88' | Reporte          |           | Asistencia: 4,700 espectadores Árbitro(s): Arsen Hoxha | Asistencia: 4,700 espectadores Árbitro(s): Arsen Hoxha |

| 3-10-1990 | Dynamo Kyiv                                    | 4–0 (Global 6-2) | KuPS | Republican Stadium, Kyiv                               |                                                        |
|           | Salenko 14' · Lytovchenko 25', 54' · Yuran 85' | Reporte          |      | Asistencia: 28,500 espectadores Árbitro(s): Sadık Deda | Asistencia: 28,500 espectadores Árbitro(s): Sadık Deda |

| 3-10-1990 | Dukla Prague                    | 2–0 (Global 4-1) | Sliema Wanderers | Stadion Juliska, Prague                                  |                                                          |
|           | Walker 47' (a.g.) · Záleský 73' | Reporte          |                  | Asistencia: 677 espectadores Árbitro(s): Ernest Kesseler | Asistencia: 677 espectadores Árbitro(s): Ernest Kesseler |

| 3-10-1990 | Djurgårdens IF | 1–1 (Global 1-4) | Fram              | Råsunda fotbollsstadion, Solna                    |                                                   |
|           | Martinsson 81' | Reporte          | Ormslev 9' (pen.) | Asistencia: 956 espectadores Árbitro(s): Eero Aho | Asistencia: 956 espectadores Árbitro(s): Eero Aho |

| 3-10-1990 | Barcelona                                                                     | 7–2 (Global 7-3) | Trabzonspor       | Estadi del Futbol Club Barcelona, Barcelona             |                                                         |
|           | Begiristain 13' · Amor 29' · Koeman 32', 40', 76' (pen.) · Stoichkov 44', 87' | Reporte          | Hami 7' · Boz 68' | Asistencia: 35,000 espectadores Árbitro(s): Joe Worrall | Asistencia: 35,000 espectadores Árbitro(s): Joe Worrall |

| 3-10-1990 | RFC Liège            | 3–0 (Global 5-0) | Viking | Stade Vélodrome de Rocourt, Liège                           |                                                             |
|           | Boffin 22', 35', 88' | Reporte          |        | Asistencia: 2,570 espectadores Árbitro(s): José Veiga Trigo | Asistencia: 2,570 espectadores Árbitro(s): José Veiga Trigo |

| 3-10-1990 | Neuchâtel Xamax                                | 1–1 (t. s.)(3–4 p.)        | Estrela da Amadora                        | Stade de la Maladière, Neuchâtel                          |                                                           |
|           | Sutter 49'                                     | Reporte                    | Valério 82'                               | Asistencia: 12,400 espectadores Árbitro(s): Dušan Krchňák | Asistencia: 12,400 espectadores Árbitro(s): Dušan Krchňák |
|           |                                                | Tiros desde el punto penal |                                           |                                                           |                                                           |
|           | Sutter · Gigon · Fernandez · Froidevaux · Egli |                            | Valério · Rui Neves · Dimas · Paulo Jorge |                                                           |                                                           |

| 3-10-1990 | Austria Wien | 0–0 (Global 2-0) | PSV Schwerin | Franz-Horr-Stadion, Vienna                               |                                                          |
|           |              | Reporte          |              | Asistencia: 1,150 espectadores Árbitro(s): Zdravko Đokić | Asistencia: 1,150 espectadores Árbitro(s): Zdravko Đokić |

| 3-10-1990 | Juventus                                                                            | 6–1 (Global 8-1) | Sliven      | Stadio delle Alpi, Turin                              |                                                       |
|           | Baggio 15' (pen.), 18' · Schillaci 25' · Corini 49' · Bonetti 52' · Júlio César 56' | Reporte          | Kelepov 85' | Asistencia: 9,765 espectadores Árbitro(s): David Syme | Asistencia: 9,765 espectadores Árbitro(s): David Syme |

## Rondas siguientes
|  | Dieciseisavos de final                                       | Dieciseisavos de final                                       | Dieciseisavos de final                                       | Dieciseisavos de final                                       |   |                   | Octavos de final                                                 | Octavos de final                                                 | Octavos de final                                                 | Octavos de final                                                 |  |                   | Cuartos de final                                           | Cuartos de final                                           | Cuartos de final                                           | Cuartos de final                                           |  |                   | Semifinales                                            | Semifinales                                            | Semifinales                                            | Semifinales                                            |  |           | Final                                           | Final                                           |  |
|  | 19 de septiembre de 1990 (ida) 3 de octubre de 1990 (vuelta) | 19 de septiembre de 1990 (ida) 3 de octubre de 1990 (vuelta) | 19 de septiembre de 1990 (ida) 3 de octubre de 1990 (vuelta) | 19 de septiembre de 1990 (ida) 3 de octubre de 1990 (vuelta) |   |                   | 23 y 24 de octubre de 1990 (ida) 7 de noviembre de 1990 (vuelta) | 23 y 24 de octubre de 1990 (ida) 7 de noviembre de 1990 (vuelta) | 23 y 24 de octubre de 1990 (ida) 7 de noviembre de 1990 (vuelta) | 23 y 24 de octubre de 1990 (ida) 7 de noviembre de 1990 (vuelta) |  |                   | 6 de marzo de 1991 (ida) 19 y 20 de marzo de 1991 (vuelta) | 6 de marzo de 1991 (ida) 19 y 20 de marzo de 1991 (vuelta) | 6 de marzo de 1991 (ida) 19 y 20 de marzo de 1991 (vuelta) | 6 de marzo de 1991 (ida) 19 y 20 de marzo de 1991 (vuelta) |  |                   | 10 de abril de 1991 (ida) 24 de abril de 1991 (vuelta) | 10 de abril de 1991 (ida) 24 de abril de 1991 (vuelta) | 10 de abril de 1991 (ida) 24 de abril de 1991 (vuelta) | 10 de abril de 1991 (ida) 24 de abril de 1991 (vuelta) |  |           | 15 de mayo de 1991 Stadion Feijenoord, Róterdam | 15 de mayo de 1991 Stadion Feijenoord, Róterdam |  |
|  |                                                              |                                                              |                                                              |                                                              |   |                   |                                                                  |                                                                  |                                                                  |                                                                  |  |                   |                                                            |                                                            |                                                            |                                                            |  |                   |                                                        |                                                        |                                                        |                                                        |  |           |                                                 |                                                 |  |
|  |                                                              |                                                              |                                                              |                                                              |   |                   |                                                                  |                                                                  |                                                                  |                                                                  |  |                   |                                                            |                                                            |                                                            |                                                            |  |                   |                                                        |                                                        |                                                        |                                                        |  |           |                                                 |                                                 |  |
|  | KuPS                                                         | 2                                                            | 0                                                            | 2                                                            |   |                   |                                                                  |                                                                  |                                                                  |                                                                  |  |                   |                                                            |                                                            |                                                            |                                                            |  |                   |                                                        |                                                        |                                                        |                                                        |  |           |                                                 |                                                 |  |
|  | KuPS                                                         | 2                                                            | 0                                                            | 2                                                            |   |                   |                                                                  |                                                                  |                                                                  |                                                                  |  |                   |                                                            |                                                            |                                                            |                                                            |  |                   |                                                        |                                                        |                                                        |                                                        |  |           |                                                 |                                                 |  |
|  | Dinamo de Kiev                                               | 2                                                            | 4                                                            | 6                                                            |   |                   |                                                                  |                                                                  |                                                                  |                                                                  |  |                   |                                                            |                                                            |                                                            |                                                            |  |                   |                                                        |                                                        |                                                        |                                                        |  |           |                                                 |                                                 |  |
|  | Dinamo de Kiev                                               | 2                                                            | 4                                                            | 6                                                            |   | Dinamo de Kiev    | 1                                                                | 2                                                                | 3                                                                |                                                                  |  |                   |                                                            |                                                            |                                                            |                                                            |  |                   |                                                        |                                                        |                                                        |                                                        |  |           |                                                 |                                                 |  |
|  |                                                              |                                                              |                                                              |                                                              |   | Dinamo de Kiev    | 1                                                                | 2                                                                | 3                                                                |                                                                  |  |                   |                                                            |                                                            |                                                            |                                                            |  |                   |                                                        |                                                        |                                                        |                                                        |  |           |                                                 |                                                 |  |
|  |                                                              |                                                              | Dukla Praga                                                  | 0                                                            | 2 | 2                 |                                                                  |                                                                  |                                                                  |                                                                  |  |                   |                                                            |                                                            |                                                            |                                                            |  |                   |                                                        |                                                        |                                                        |                                                        |  |           |                                                 |                                                 |  |
|  | Sliema Wanderers                                             | 1                                                            | Dukla Praga                                                  | 0                                                            | 2 | 2                 | 0                                                                | 1                                                                |                                                                  |                                                                  |  |                   |                                                            |                                                            |                                                            |                                                            |  |                   |                                                        |                                                        |                                                        |                                                        |  |           |                                                 |                                                 |  |
|  | Sliema Wanderers                                             | 1                                                            |                                                              |                                                              |   |                   |                                                                  |                                                                  |                                                                  |                                                                  |  |                   |                                                            |                                                            |                                                            |                                                            |  |                   |                                                        |                                                        |                                                        |                                                        |  |           |                                                 |                                                 |  |
|  | Dukla Praga                                                  | 2                                                            | 2                                                            | 4                                                            |   |                   |                                                                  |                                                                  |                                                                  |                                                                  |  |                   |                                                            |                                                            |                                                            |                                                            |  |                   |                                                        |                                                        |                                                        |                                                        |  |           |                                                 |                                                 |  |
|  | Dukla Praga                                                  | 2                                                            | 2                                                            | 4                                                            |   |                   |                                                                  |                                                                  |                                                                  |                                                                  |  | Dinamo de Kiev    | 2                                                          | 1                                                          | 3                                                          |                                                            |  |                   |                                                        |                                                        |                                                        |                                                        |  |           |                                                 |                                                 |  |
|  |                                                              |                                                              |                                                              |                                                              |   |                   |                                                                  |                                                                  |                                                                  |                                                                  |  | Dinamo de Kiev    | 2                                                          | 1                                                          | 3                                                          |                                                            |  |                   |                                                        |                                                        |                                                        |                                                        |  |           |                                                 |                                                 |  |
|  |                                                              |                                                              | Barcelona                                                    | 3                                                            | 1 | 4                 |                                                                  |                                                                  |                                                                  |                                                                  |  |                   |                                                            |                                                            |                                                            |                                                            |  |                   |                                                        |                                                        |                                                        |                                                        |  |           |                                                 |                                                 |  |
|  | Fram                                                         | 3                                                            | Barcelona                                                    | 3                                                            | 1 | 4                 | 1                                                                | 4                                                                |                                                                  |                                                                  |  |                   |                                                            |                                                            |                                                            |                                                            |  |                   |                                                        |                                                        |                                                        |                                                        |  |           |                                                 |                                                 |  |
|  | Fram                                                         | 3                                                            |                                                              |                                                              |   |                   |                                                                  |                                                                  |                                                                  |                                                                  |  |                   |                                                            |                                                            |                                                            |                                                            |  |                   |                                                        |                                                        |                                                        |                                                        |  |           |                                                 |                                                 |  |
|  | Djurgårdens                                                  | 0                                                            | 1                                                            | 1                                                            |   |                   |                                                                  |                                                                  |                                                                  |                                                                  |  |                   |                                                            |                                                            |                                                            |                                                            |  |                   |                                                        |                                                        |                                                        |                                                        |  |           |                                                 |                                                 |  |
|  | Djurgårdens                                                  | 0                                                            | 1                                                            | 1                                                            |   | Fram              | 1                                                                | 0                                                                | 1                                                                |                                                                  |  |                   |                                                            |                                                            |                                                            |                                                            |  |                   |                                                        |                                                        |                                                        |                                                        |  |           |                                                 |                                                 |  |
|  |                                                              |                                                              |                                                              |                                                              |   | Fram              | 1                                                                | 0                                                                | 1                                                                |                                                                  |  |                   |                                                            |                                                            |                                                            |                                                            |  |                   |                                                        |                                                        |                                                        |                                                        |  |           |                                                 |                                                 |  |
|  |                                                              |                                                              | Barcelona                                                    | 2                                                            | 3 | 5                 |                                                                  |                                                                  |                                                                  |                                                                  |  |                   |                                                            |                                                            |                                                            |                                                            |  |                   |                                                        |                                                        |                                                        |                                                        |  |           |                                                 |                                                 |  |
|  | Trabzonspor                                                  | 1                                                            | Barcelona                                                    | 2                                                            | 3 | 5                 | 2                                                                | 3                                                                |                                                                  |                                                                  |  |                   |                                                            |                                                            |                                                            |                                                            |  |                   |                                                        |                                                        |                                                        |                                                        |  |           |                                                 |                                                 |  |
|  | Trabzonspor                                                  | 1                                                            |                                                              |                                                              |   |                   |                                                                  |                                                                  |                                                                  |                                                                  |  |                   |                                                            |                                                            |                                                            |                                                            |  |                   |                                                        |                                                        |                                                        |                                                        |  |           |                                                 |                                                 |  |
|  | Barcelona                                                    | 0                                                            | 7                                                            | 7                                                            |   |                   |                                                                  |                                                                  |                                                                  |                                                                  |  |                   |                                                            |                                                            |                                                            |                                                            |  |                   |                                                        |                                                        |                                                        |                                                        |  |           |                                                 |                                                 |  |
|  | Barcelona                                                    | 0                                                            | 7                                                            | 7                                                            |   |                   |                                                                  |                                                                  |                                                                  |                                                                  |  |                   |                                                            |                                                            |                                                            |                                                            |  | Barcelona         | 3                                                      | 0                                                      | 3                                                      |                                                        |  |           |                                                 |                                                 |  |
|  |                                                              |                                                              |                                                              |                                                              |   |                   |                                                                  |                                                                  |                                                                  |                                                                  |  |                   |                                                            |                                                            |                                                            |                                                            |  | Barcelona         | 3                                                      | 0                                                      | 3                                                      |                                                        |  |           |                                                 |                                                 |  |
|  |                                                              |                                                              | Juventus                                                     | 1                                                            | 1 | 2                 |                                                                  |                                                                  |                                                                  |                                                                  |  |                   |                                                            |                                                            |                                                            |                                                            |  |                   |                                                        |                                                        |                                                        |                                                        |  |           |                                                 |                                                 |  |
|  | Viking                                                       | 0                                                            | Juventus                                                     | 1                                                            | 1 | 2                 | 0                                                                | 0                                                                |                                                                  |                                                                  |  |                   |                                                            |                                                            |                                                            |                                                            |  |                   |                                                        |                                                        |                                                        |                                                        |  |           |                                                 |                                                 |  |
|  | Viking                                                       | 0                                                            |                                                              |                                                              |   |                   |                                                                  |                                                                  |                                                                  |                                                                  |  |                   |                                                            |                                                            |                                                            |                                                            |  |                   |                                                        |                                                        |                                                        |                                                        |  |           |                                                 |                                                 |  |
|  | RFC Lieja                                                    | 2                                                            | 3                                                            | 5                                                            |   |                   |                                                                  |                                                                  |                                                                  |                                                                  |  |                   |                                                            |                                                            |                                                            |                                                            |  |                   |                                                        |                                                        |                                                        |                                                        |  |           |                                                 |                                                 |  |
|  | RFC Lieja                                                    | 2                                                            | 3                                                            | 5                                                            |   | RFC Lieja         | 2                                                                | 0                                                                | 2                                                                |                                                                  |  |                   |                                                            |                                                            |                                                            |                                                            |  |                   |                                                        |                                                        |                                                        |                                                        |  |           |                                                 |                                                 |  |
|  |                                                              |                                                              |                                                              |                                                              |   | RFC Lieja         | 2                                                                | 0                                                                | 2                                                                |                                                                  |  |                   |                                                            |                                                            |                                                            |                                                            |  |                   |                                                        |                                                        |                                                        |                                                        |  |           |                                                 |                                                 |  |
|  |                                                              |                                                              | Estrela da Amadora                                           | 0                                                            | 1 | 1                 |                                                                  |                                                                  |                                                                  |                                                                  |  |                   |                                                            |                                                            |                                                            |                                                            |  |                   |                                                        |                                                        |                                                        |                                                        |  |           |                                                 |                                                 |  |
|  | Estrela da Amadora (p.)                                      | 1                                                            | Estrela da Amadora                                           | 0                                                            | 1 | 1                 | 1                                                                | 2 (4)                                                            |                                                                  |                                                                  |  |                   |                                                            |                                                            |                                                            |                                                            |  |                   |                                                        |                                                        |                                                        |                                                        |  |           |                                                 |                                                 |  |
|  | Estrela da Amadora (p.)                                      | 1                                                            |                                                              |                                                              |   |                   |                                                                  |                                                                  |                                                                  |                                                                  |  |                   |                                                            |                                                            |                                                            |                                                            |  |                   |                                                        |                                                        |                                                        |                                                        |  |           |                                                 |                                                 |  |
|  | Neuchâtel Xamax                                              | 1                                                            | 1                                                            | 2 (3)                                                        |   |                   |                                                                  |                                                                  |                                                                  |                                                                  |  |                   |                                                            |                                                            |                                                            |                                                            |  |                   |                                                        |                                                        |                                                        |                                                        |  |           |                                                 |                                                 |  |
|  | Neuchâtel Xamax                                              | 1                                                            | 1                                                            | 2 (3)                                                        |   |                   |                                                                  |                                                                  |                                                                  |                                                                  |  | RFC Lieja         | 1                                                          | 0                                                          | 1                                                          |                                                            |  |                   |                                                        |                                                        |                                                        |                                                        |  |           |                                                 |                                                 |  |
|  |                                                              |                                                              |                                                              |                                                              |   |                   |                                                                  |                                                                  |                                                                  |                                                                  |  | RFC Lieja         | 1                                                          | 0                                                          | 1                                                          |                                                            |  |                   |                                                        |                                                        |                                                        |                                                        |  |           |                                                 |                                                 |  |
|  |                                                              |                                                              | Juventus                                                     | 3                                                            | 3 | 6                 |                                                                  |                                                                  |                                                                  |                                                                  |  |                   |                                                            |                                                            |                                                            |                                                            |  |                   |                                                        |                                                        |                                                        |                                                        |  |           |                                                 |                                                 |  |
|  | PSV Schwerin                                                 | 0                                                            | Juventus                                                     | 3                                                            | 3 | 6                 | 0                                                                | 0                                                                |                                                                  |                                                                  |  |                   |                                                            |                                                            |                                                            |                                                            |  |                   |                                                        |                                                        |                                                        |                                                        |  |           |                                                 |                                                 |  |
|  | PSV Schwerin                                                 | 0                                                            |                                                              |                                                              |   |                   |                                                                  |                                                                  |                                                                  |                                                                  |  |                   |                                                            |                                                            |                                                            |                                                            |  |                   |                                                        |                                                        |                                                        |                                                        |  |           |                                                 |                                                 |  |
|  | Austria Viena                                                | 2                                                            | 0                                                            | 2                                                            |   |                   |                                                                  |                                                                  |                                                                  |                                                                  |  |                   |                                                            |                                                            |                                                            |                                                            |  |                   |                                                        |                                                        |                                                        |                                                        |  |           |                                                 |                                                 |  |
|  | Austria Viena                                                | 2                                                            | 0                                                            | 2                                                            |   | Austria Viena     | 0                                                                | 0                                                                | 0                                                                |                                                                  |  |                   |                                                            |                                                            |                                                            |                                                            |  |                   |                                                        |                                                        |                                                        |                                                        |  |           |                                                 |                                                 |  |
|  |                                                              |                                                              |                                                              |                                                              |   | Austria Viena     | 0                                                                | 0                                                                | 0                                                                |                                                                  |  |                   |                                                            |                                                            |                                                            |                                                            |  |                   |                                                        |                                                        |                                                        |                                                        |  |           |                                                 |                                                 |  |
|  |                                                              |                                                              | Juventus                                                     | 4                                                            | 4 | 8                 |                                                                  |                                                                  |                                                                  |                                                                  |  |                   |                                                            |                                                            |                                                            |                                                            |  |                   |                                                        |                                                        |                                                        |                                                        |  |           |                                                 |                                                 |  |
|  | PFC Sliven                                                   | 0                                                            | Juventus                                                     | 4                                                            | 4 | 8                 | 1                                                                | 1                                                                |                                                                  |                                                                  |  |                   |                                                            |                                                            |                                                            |                                                            |  |                   |                                                        |                                                        |                                                        |                                                        |  |           |                                                 |                                                 |  |
|  | PFC Sliven                                                   | 0                                                            |                                                              |                                                              |   |                   |                                                                  |                                                                  |                                                                  |                                                                  |  |                   |                                                            |                                                            |                                                            |                                                            |  |                   |                                                        |                                                        |                                                        |                                                        |  |           |                                                 |                                                 |  |
|  | Juventus                                                     | 2                                                            | 6                                                            | 8                                                            |   |                   |                                                                  |                                                                  |                                                                  |                                                                  |  |                   |                                                            |                                                            |                                                            |                                                            |  |                   |                                                        |                                                        |                                                        |                                                        |  |           |                                                 |                                                 |  |
|  | Juventus                                                     | 2                                                            | 6                                                            | 8                                                            |   |                   |                                                                  |                                                                  |                                                                  |                                                                  |  |                   |                                                            |                                                            |                                                            |                                                            |  |                   |                                                        |                                                        |                                                        |                                                        |  | Barcelona | 1                                               |                                                 |  |
|  |                                                              |                                                              |                                                              |                                                              |   |                   |                                                                  |                                                                  |                                                                  |                                                                  |  |                   |                                                            |                                                            |                                                            |                                                            |  |                   |                                                        |                                                        |                                                        |                                                        |  | Barcelona | 1                                               |                                                 |  |
|  |                                                              |                                                              | Manchester United                                            | 2                                                            |   |                   |                                                                  |                                                                  |                                                                  |                                                                  |  |                   |                                                            |                                                            |                                                            |                                                            |  |                   |                                                        |                                                        |                                                        |                                                        |  |           |                                                 |                                                 |  |
|  | Nea Salamina                                                 | 0                                                            | Manchester United                                            | 2                                                            | 0 | 0                 |                                                                  |                                                                  |                                                                  |                                                                  |  |                   |                                                            |                                                            |                                                            |                                                            |  |                   |                                                        |                                                        |                                                        |                                                        |  |           |                                                 |                                                 |  |
|  | Nea Salamina                                                 | 0                                                            |                                                              |                                                              |   |                   |                                                                  |                                                                  |                                                                  |                                                                  |  |                   |                                                            |                                                            |                                                            |                                                            |  |                   |                                                        |                                                        |                                                        |                                                        |  |           |                                                 |                                                 |  |
|  | Aberdeen                                                     | 2                                                            | 3                                                            | 5                                                            |   |                   |                                                                  |                                                                  |                                                                  |                                                                  |  |                   |                                                            |                                                            |                                                            |                                                            |  |                   |                                                        |                                                        |                                                        |                                                        |  |           |                                                 |                                                 |  |
|  | Aberdeen                                                     | 2                                                            | 3                                                            | 5                                                            |   | Aberdeen          | 0                                                                | 0                                                                | 0                                                                |                                                                  |  |                   |                                                            |                                                            |                                                            |                                                            |  |                   |                                                        |                                                        |                                                        |                                                        |  |           |                                                 |                                                 |  |
|  |                                                              |                                                              |                                                              |                                                              |   | Aberdeen          | 0                                                                | 0                                                                | 0                                                                |                                                                  |  |                   |                                                            |                                                            |                                                            |                                                            |  |                   |                                                        |                                                        |                                                        |                                                        |  |           |                                                 |                                                 |  |
|  |                                                              |                                                              | Legia de Varsovia                                            | 0                                                            | 1 | 1                 |                                                                  |                                                                  |                                                                  |                                                                  |  |                   |                                                            |                                                            |                                                            |                                                            |  |                   |                                                        |                                                        |                                                        |                                                        |  |           |                                                 |                                                 |  |
|  | Legia de Varsovia                                            | 3                                                            | Legia de Varsovia                                            | 0                                                            | 1 | 1                 | 3                                                                | 6                                                                |                                                                  |                                                                  |  |                   |                                                            |                                                            |                                                            |                                                            |  |                   |                                                        |                                                        |                                                        |                                                        |  |           |                                                 |                                                 |  |
|  | Legia de Varsovia                                            | 3                                                            |                                                              |                                                              |   |                   |                                                                  |                                                                  |                                                                  |                                                                  |  |                   |                                                            |                                                            |                                                            |                                                            |  |                   |                                                        |                                                        |                                                        |                                                        |  |           |                                                 |                                                 |  |
|  | Swift Hesperange                                             | 0                                                            | 0                                                            | 0                                                            |   |                   |                                                                  |                                                                  |                                                                  |                                                                  |  |                   |                                                            |                                                            |                                                            |                                                            |  |                   |                                                        |                                                        |                                                        |                                                        |  |           |                                                 |                                                 |  |
|  | Swift Hesperange                                             | 0                                                            | 0                                                            | 0                                                            |   |                   |                                                                  |                                                                  |                                                                  |                                                                  |  | Legia de Varsovia | 1                                                          | 2                                                          | 3                                                          |                                                            |  |                   |                                                        |                                                        |                                                        |                                                        |  |           |                                                 |                                                 |  |
|  |                                                              |                                                              |                                                              |                                                              |   |                   |                                                                  |                                                                  |                                                                  |                                                                  |  | Legia de Varsovia | 1                                                          | 2                                                          | 3                                                          |                                                            |  |                   |                                                        |                                                        |                                                        |                                                        |  |           |                                                 |                                                 |  |
|  |                                                              |                                                              | Sampdoria                                                    | 0                                                            | 2 | 2                 |                                                                  |                                                                  |                                                                  |                                                                  |  |                   |                                                            |                                                            |                                                            |                                                            |  |                   |                                                        |                                                        |                                                        |                                                        |  |           |                                                 |                                                 |  |
|  | Olympiacos                                                   | 3                                                            | Sampdoria                                                    | 0                                                            | 2 | 2                 | 2                                                                | 5                                                                |                                                                  |                                                                  |  |                   |                                                            |                                                            |                                                            |                                                            |  |                   |                                                        |                                                        |                                                        |                                                        |  |           |                                                 |                                                 |  |
|  | Olympiacos                                                   | 3                                                            |                                                              |                                                              |   |                   |                                                                  |                                                                  |                                                                  |                                                                  |  |                   |                                                            |                                                            |                                                            |                                                            |  |                   |                                                        |                                                        |                                                        |                                                        |  |           |                                                 |                                                 |  |
|  | Flamurtari Vlorë                                             | 1                                                            | 0                                                            | 1                                                            |   |                   |                                                                  |                                                                  |                                                                  |                                                                  |  |                   |                                                            |                                                            |                                                            |                                                            |  |                   |                                                        |                                                        |                                                        |                                                        |  |           |                                                 |                                                 |  |
|  | Flamurtari Vlorë                                             | 1                                                            | 0                                                            | 1                                                            |   | Olympiacos        | 0                                                                | 1                                                                | 1                                                                |                                                                  |  |                   |                                                            |                                                            |                                                            |                                                            |  |                   |                                                        |                                                        |                                                        |                                                        |  |           |                                                 |                                                 |  |
|  |                                                              |                                                              |                                                              |                                                              |   | Olympiacos        | 0                                                                | 1                                                                | 1                                                                |                                                                  |  |                   |                                                            |                                                            |                                                            |                                                            |  |                   |                                                        |                                                        |                                                        |                                                        |  |           |                                                 |                                                 |  |
|  |                                                              |                                                              | Sampdoria                                                    | 1                                                            | 3 | 4                 |                                                                  |                                                                  |                                                                  |                                                                  |  |                   |                                                            |                                                            |                                                            |                                                            |  |                   |                                                        |                                                        |                                                        |                                                        |  |           |                                                 |                                                 |  |
|  | Kaiserslautern                                               | 1                                                            | Sampdoria                                                    | 1                                                            | 3 | 4                 | 0                                                                | 1                                                                |                                                                  |                                                                  |  |                   |                                                            |                                                            |                                                            |                                                            |  |                   |                                                        |                                                        |                                                        |                                                        |  |           |                                                 |                                                 |  |
|  | Kaiserslautern                                               | 1                                                            |                                                              |                                                              |   |                   |                                                                  |                                                                  |                                                                  |                                                                  |  |                   |                                                            |                                                            |                                                            |                                                            |  |                   |                                                        |                                                        |                                                        |                                                        |  |           |                                                 |                                                 |  |
|  | Sampdoria                                                    | 0                                                            | 2                                                            | 2                                                            |   |                   |                                                                  |                                                                  |                                                                  |                                                                  |  |                   |                                                            |                                                            |                                                            |                                                            |  |                   |                                                        |                                                        |                                                        |                                                        |  |           |                                                 |                                                 |  |
|  | Sampdoria                                                    | 0                                                            | 2                                                            | 2                                                            |   |                   |                                                                  |                                                                  |                                                                  |                                                                  |  |                   |                                                            |                                                            |                                                            |                                                            |  | Legia de Varsovia | 1                                                      | 1                                                      | 2                                                      |                                                        |  |           |                                                 |                                                 |  |
|  |                                                              |                                                              |                                                              |                                                              |   |                   |                                                                  |                                                                  |                                                                  |                                                                  |  |                   |                                                            |                                                            |                                                            |                                                            |  | Legia de Varsovia | 1                                                      | 1                                                      | 2                                                      |                                                        |  |           |                                                 |                                                 |  |
|  |                                                              |                                                              | Manchester United                                            | 3                                                            | 1 | 4                 |                                                                  |                                                                  |                                                                  |                                                                  |  |                   |                                                            |                                                            |                                                            |                                                            |  |                   |                                                        |                                                        |                                                        |                                                        |  |           |                                                 |                                                 |  |
|  | Manchester United                                            | 2                                                            | Manchester United                                            | 3                                                            | 1 | 4                 | 1                                                                | 3                                                                |                                                                  |                                                                  |  |                   |                                                            |                                                            |                                                            |                                                            |  |                   |                                                        |                                                        |                                                        |                                                        |  |           |                                                 |                                                 |  |
|  | Manchester United                                            | 2                                                            |                                                              |                                                              |   |                   |                                                                  |                                                                  |                                                                  |                                                                  |  |                   |                                                            |                                                            |                                                            |                                                            |  |                   |                                                        |                                                        |                                                        |                                                        |  |           |                                                 |                                                 |  |
|  | Pécsi Mecsek                                                 | 0                                                            | 0                                                            | 0                                                            |   |                   |                                                                  |                                                                  |                                                                  |                                                                  |  |                   |                                                            |                                                            |                                                            |                                                            |  |                   |                                                        |                                                        |                                                        |                                                        |  |           |                                                 |                                                 |  |
|  | Pécsi Mecsek                                                 | 0                                                            | 0                                                            | 0                                                            |   | Manchester United | 3                                                                | 2                                                                | 5                                                                |                                                                  |  |                   |                                                            |                                                            |                                                            |                                                            |  |                   |                                                        |                                                        |                                                        |                                                        |  |           |                                                 |                                                 |  |
|  |                                                              |                                                              |                                                              |                                                              |   | Manchester United | 3                                                                | 2                                                                | 5                                                                |                                                                  |  |                   |                                                            |                                                            |                                                            |                                                            |  |                   |                                                        |                                                        |                                                        |                                                        |  |           |                                                 |                                                 |  |
|  |                                                              |                                                              | Wrexham                                                      | 0                                                            | 0 | 0                 |                                                                  |                                                                  |                                                                  |                                                                  |  |                   |                                                            |                                                            |                                                            |                                                            |  |                   |                                                        |                                                        |                                                        |                                                        |  |           |                                                 |                                                 |  |
|  | Wrexham                                                      | 0                                                            | Wrexham                                                      | 0                                                            | 0 | 0                 | 1                                                                | 1                                                                |                                                                  |                                                                  |  |                   |                                                            |                                                            |                                                            |                                                            |  |                   |                                                        |                                                        |                                                        |                                                        |  |           |                                                 |                                                 |  |
|  | Wrexham                                                      | 0                                                            |                                                              |                                                              |   |                   |                                                                  |                                                                  |                                                                  |                                                                  |  |                   |                                                            |                                                            |                                                            |                                                            |  |                   |                                                        |                                                        |                                                        |                                                        |  |           |                                                 |                                                 |  |
|  | Lyngby                                                       | 0                                                            | 0                                                            | 0                                                            |   |                   |                                                                  |                                                                  |                                                                  |                                                                  |  |                   |                                                            |                                                            |                                                            |                                                            |  |                   |                                                        |                                                        |                                                        |                                                        |  |           |                                                 |                                                 |  |
|  | Lyngby                                                       | 0                                                            | 0                                                            | 0                                                            |   |                   |                                                                  |                                                                  |                                                                  |                                                                  |  | Manchester United | 1                                                          | 2                                                          | 3                                                          |                                                            |  |                   |                                                        |                                                        |                                                        |                                                        |  |           |                                                 |                                                 |  |
|  |                                                              |                                                              |                                                              |                                                              |   |                   |                                                                  |                                                                  |                                                                  |                                                                  |  | Manchester United | 1                                                          | 2                                                          | 3                                                          |                                                            |  |                   |                                                        |                                                        |                                                        |                                                        |  |           |                                                 |                                                 |  |
|  |                                                              |                                                              | Montpellier                                                  | 1                                                            | 0 | 1                 |                                                                  |                                                                  |                                                                  |                                                                  |  |                   |                                                            |                                                            |                                                            |                                                            |  |                   |                                                        |                                                        |                                                        |                                                        |  |           |                                                 |                                                 |  |
|  | Montpellier                                                  | 1                                                            | Montpellier                                                  | 1                                                            | 0 | 1                 | 0                                                                | 1                                                                |                                                                  |                                                                  |  |                   |                                                            |                                                            |                                                            |                                                            |  |                   |                                                        |                                                        |                                                        |                                                        |  |           |                                                 |                                                 |  |
|  | Montpellier                                                  | 1                                                            |                                                              |                                                              |   |                   |                                                                  |                                                                  |                                                                  |                                                                  |  |                   |                                                            |                                                            |                                                            |                                                            |  |                   |                                                        |                                                        |                                                        |                                                        |  |           |                                                 |                                                 |  |
|  | PSV Eindhoven                                                | 0                                                            | 0                                                            | 0                                                            |   |                   |                                                                  |                                                                  |                                                                  |                                                                  |  |                   |                                                            |                                                            |                                                            |                                                            |  |                   |                                                        |                                                        |                                                        |                                                        |  |           |                                                 |                                                 |  |
|  | PSV Eindhoven                                                | 0                                                            | 0                                                            | 0                                                            |   | Montpellier       | 5                                                                | 3                                                                | 8                                                                |                                                                  |  |                   |                                                            |                                                            |                                                            |                                                            |  |                   |                                                        |                                                        |                                                        |                                                        |  |           |                                                 |                                                 |  |
|  |                                                              |                                                              |                                                              |                                                              |   | Montpellier       | 5                                                                | 3                                                                | 8                                                                |                                                                  |  |                   |                                                            |                                                            |                                                            |                                                            |  |                   |                                                        |                                                        |                                                        |                                                        |  |           |                                                 |                                                 |  |
|  |                                                              |                                                              | Steaua de Bucarest                                           | 0                                                            | 0 | 0                 |                                                                  |                                                                  |                                                                  |                                                                  |  |                   |                                                            |                                                            |                                                            |                                                            |  |                   |                                                        |                                                        |                                                        |                                                        |  |           |                                                 |                                                 |  |
|  | Glentoran                                                    | 1                                                            | Steaua de Bucarest                                           | 0                                                            | 0 | 0                 | 0                                                                | 1                                                                |                                                                  |                                                                  |  |                   |                                                            |                                                            |                                                            |                                                            |  |                   |                                                        |                                                        |                                                        |                                                        |  |           |                                                 |                                                 |  |
|  | Glentoran                                                    | 1                                                            |                                                              |                                                              |   |                   |                                                                  |                                                                  |                                                                  |                                                                  |  |                   |                                                            |                                                            |                                                            |                                                            |  |                   |                                                        |                                                        |                                                        |                                                        |  |           |                                                 |                                                 |  |
|  | Steaua de Bucarest                                           | 1                                                            | 5                                                            | 6                                                            |   |                   |                                                                  |                                                                  |                                                                  |                                                                  |  |                   |                                                            |                                                            |                                                            |                                                            |  |                   |                                                        |                                                        |                                                        |                                                        |  |           |                                                 |                                                 |  |
|  | Steaua de Bucarest                                           | 1                                                            | 5                                                            | 6                                                            |   |                   |                                                                  |                                                                  |                                                                  |                                                                  |  |                   |                                                            |                                                            |                                                            |                                                            |  |                   |                                                        |                                                        |                                                        |                                                        |  |           |                                                 |                                                 |  |
|  |                                                              |                                                              |                                                              |                                                              |   |                   |                                                                  |                                                                  |                                                                  |                                                                  |  |                   |                                                            |                                                            |                                                            |                                                            |  |                   |                                                        |                                                        |                                                        |                                                        |  |           |                                                 |                                                 |  |

### Octavos de final
Ida
| 23-10-1990 | Manchester United                              | 3–0     | Wrexham | Old Trafford, Manchester                                             |                                                                      |
|            | McClair 42' · Bruce 44' (pen.) · Pallister 59' | Reporte |         | Asistencia: 29,406 espectadores Árbitro(s): Antonio Martín Navarrete | Asistencia: 29,406 espectadores Árbitro(s): Antonio Martín Navarrete |

| 23-10-1990 | Fram        | 1–2     | Barcelona                   | Laugardalsvöllur, Reykjavík                               |                                                           |
|            | Daðason 60' | Reporte | Salinas 32' · Stoichkov 86' | Asistencia: 1,321 espectadores Árbitro(s): Rodger Gifford | Asistencia: 1,321 espectadores Árbitro(s): Rodger Gifford |

| 24-10-1990 | Aberdeen | 0–0     | Legia Warsaw | Pittodrie Stadium, Aberdeen                                      |                                                                  |
|            |          | Reporte |              | Asistencia: 15,946 espectadores Árbitro(s): José Francisco Silva | Asistencia: 15,946 espectadores Árbitro(s): José Francisco Silva |

| 24-10-1990 | Olympiacos | 0–1     | Sampdoria   | Karaiskakis Stadium, Piraeus                                |                                                             |
|            |            | Reporte | Katanec 53' | Asistencia: 14,289 espectadores Árbitro(s): George Courtney | Asistencia: 14,289 espectadores Árbitro(s): George Courtney |

| 24-10-1990 | Montpellier                                                  | 5–0     | Steaua București | Stade de la Mosson, Montpellier                                  |                                                                  |
|            | Ziober 27', 63' · Xuereb 51' · Blanc 56' (pen.) · Castro 81' | Reporte |                  | Asistencia: 18,869 espectadores Árbitro(s): Carlos Silva Valente | Asistencia: 18,869 espectadores Árbitro(s): Carlos Silva Valente |

| 24-10-1990 | Dynamo Kyiv     | 1–0     | Dukla Prague | Republican Stadium, Kyiv                                         |                                                                  |
|            | Lytovchenko 65' | Reporte |              | Asistencia: 42,500 espectadores Árbitro(s): Borislav Aleksandrov | Asistencia: 42,500 espectadores Árbitro(s): Borislav Aleksandrov |

| 24-10-1990 | RFC Liège                  | 2–0     | Estrela da Amadora | Stade Vélodrome de Rocourt, Liège                         |                                                           |
|            | Malbaša 7' · Milošević 86' | Reporte |                    | Asistencia: 4,809 espectadores Árbitro(s): Wieland Ziller | Asistencia: 4,809 espectadores Árbitro(s): Wieland Ziller |

| 24-10-1990 | Austria Wien | 0–4     | Juventus                                               | Praterstadion, Vienna                                    |                                                          |
|            |              | Reporte | Casiraghi 30', 45' · Baggio 49' · Schillaci 70' (pen.) | Asistencia: 12,000 espectadores Árbitro(s): Guy Goethals | Asistencia: 12,000 espectadores Árbitro(s): Guy Goethals |

Vuelta
| 7-11-1990 | Legia Warsaw | 1–0 (Global 1-0) | Aberdeen | Stadion Wojska Polskiego, Warsaw                        |                                                         |
|           | Iwanicki 85' | Reporte          |          | Asistencia: 5,665 espectadores Árbitro(s): Leif Sundell | Asistencia: 5,665 espectadores Árbitro(s): Leif Sundell |

| 7-11-1990 | Sampdoria                      | 3–1 (Global 4-1) | Olympiacos      | Stadio Luigi Ferraris, Genoa                                       |                                                                    |
|           | Lombardo 17' · Branca 29', 66' | Reporte          | Drakopoulos 62' | Asistencia: 23,745 espectadores Árbitro(s): Emilio Soriano Aladrén | Asistencia: 23,745 espectadores Árbitro(s): Emilio Soriano Aladrén |

| 7-11-1990 | Wrexham | 0–2 (Global 0-5) | Manchester United      | Racecourse Ground, Wrexham                                     |                                                                |
|           |         | Reporte          | Robins 31' · Bruce 35' | Asistencia: 13,327 espectadores Árbitro(s): Kim Milton Nielsen | Asistencia: 13,327 espectadores Árbitro(s): Kim Milton Nielsen |

| 7-11-1990 | Steaua București | 0–3 (Global 0-8) | Montpellier                             | Stadionul Steaua, Bucharest                                 |                                                             |
|           |                  | Reporte          | Colleter 52' · Garande 71' · Guérin 82' | Asistencia: 2,188 espectadores Árbitro(s): Erik Fredriksson | Asistencia: 2,188 espectadores Árbitro(s): Erik Fredriksson |

| 7-11-1990 | Dukla Prague                | 2–2 (Global 2-3) | Dynamo Kyiv   | Stadion Juliska, Prague                                         |                                                                 |
|           | Foldyna 51' · Bittengel 72' | Reporte          | Yuran 6', 60' | Asistencia: 2,191 espectadores Árbitro(s): Borislav Aleksandrov | Asistencia: 2,191 espectadores Árbitro(s): Borislav Aleksandrov |

| 7-11-1990 | Barcelona                                   | 3–0 (Global 5-1) | Fram | Estadi del Futbol Club Barcelona, Barcelona                    |                                                                |
|           | Eusebio 17' · Begiristain 33' · Pinilla 69' | Reporte          |      | Asistencia: 17,300 espectadores Árbitro(s): Stavros Zakestidis | Asistencia: 17,300 espectadores Árbitro(s): Stavros Zakestidis |

| 7-11-1990 | Estrela da Amadora | 1–0 (Global 1-2) | RFC Liège | Estádio José Gomes, Amadora                               |                                                           |
|           | Duílio 32'         | Reporte          |           | Asistencia: 10,000 espectadores Árbitro(s): John Spillane | Asistencia: 10,000 espectadores Árbitro(s): John Spillane |

| 7-11-1990 | Juventus                                 | 4–0 (Global 8-0) | Austria Wien | Stadio delle Alpi, Turin                                 |                                                          |
|           | Alessio 3' · Baggio 25' (pen.), 46', 52' | Reporte          |              | Asistencia: 12,082 espectadores Árbitro(s): Bruno Galler | Asistencia: 12,082 espectadores Árbitro(s): Bruno Galler |

### Cuartos de final
Ida
| 6-3-1991 | Legia Warsaw | 1–0     | Sampdoria | Stadion Wojska Polskiego, Warsaw                              |                                                               |
|          | Czykier 44'  | Reporte |           | Asistencia: 7,028 espectadores Árbitro(s): Serge Muhmenthaler | Asistencia: 7,028 espectadores Árbitro(s): Serge Muhmenthaler |

| 6-3-1991 | Manchester United | 1–1     | Montpellier      | Old Trafford, Manchester                                       |                                                                |
|          | McClair 1'        | Reporte | Martin 7' (a.g.) | Asistencia: 41,942 espectadores Árbitro(s): Pierluigi Pairetto | Asistencia: 41,942 espectadores Árbitro(s): Pierluigi Pairetto |

| 6-3-1991 | Dynamo Kyiv                     | 2–3     | Barcelona                                     | Republican Stadium, Kyiv                               |                                                        |
|          | Zayets 33' · Salenko 81' (pen.) | Reporte | Bakero 5' · Urbano 45' · Stoichkov 63' (pen.) | Asistencia: 96,000 espectadores Árbitro(s): David Syme | Asistencia: 96,000 espectadores Árbitro(s): David Syme |

| 6-3-1991 | RFC Liège  | 1–3     | Juventus                                         | Stade Vélodrome de Rocourt, Liège                            |                                                              |
|          | Houben 83' | Reporte | Wégria 32' (a.g.) · Baggio 43' · Júlio César 47' | Asistencia: 16,463 espectadores Árbitro(s): Aron Schmidhuber | Asistencia: 16,463 espectadores Árbitro(s): Aron Schmidhuber |

Vuelta
| 19-3-1991 | Montpellier | 0–2 (Global 1-3) | Manchester United                | Stade de la Mosson, Montpellier                               |                                                               |
|           |             | Reporte          | Blackmore 45' · Bruce 49' (pen.) | Asistencia: 20,433 espectadores Árbitro(s): Hubert Forstinger | Asistencia: 20,433 espectadores Árbitro(s): Hubert Forstinger |

| 20-3-1991 | Sampdoria                | 2–2 (Global 2-3) | Legia Warsaw       | Stadio Luigi Ferraris, Genoa                               |                                                            |
|           | Mancini 67' · Vialli 88' | Reporte          | Kowalczyk 19', 54' | Asistencia: 25,860 espectadores Árbitro(s): Wieland Ziller | Asistencia: 25,860 espectadores Árbitro(s): Wieland Ziller |

| 20-3-1991 | Barcelona | 1–1 (Global 4-3) | Dynamo Kyiv | Estadi del Futbol Club Barcelona, Barcelona                |                                                            |
|           | Amor 90'  | Reporte          | Yuran 62'   | Asistencia: 37,000 espectadores Árbitro(s): Zoran Petrović | Asistencia: 37,000 espectadores Árbitro(s): Zoran Petrović |

| 20-3-1991 | Juventus                                      | 3–0 (Global 6-1) | RFC Liège | Stadio delle Alpi, Turin                                |                                                         |
|           | Casiraghi 9' · Houben 18' (a.g.) · Häßler 22' | Reporte          |           | Asistencia: 20,641 espectadores Árbitro(s): Howard King | Asistencia: 20,641 espectadores Árbitro(s): Howard King |

### Semifinales
Ida
| 10-4-1991 | Legia Warsaw | 1–3     | Manchester United                    | Stadion Wojska Polskiego, Warsaw                               |                                                                |
|           | Cyzio 37'    | Reporte | McClair 38' · Hughes 54' · Bruce 68' | Asistencia: 6,652 espectadores Árbitro(s): Alphonse Constantin | Asistencia: 6,652 espectadores Árbitro(s): Alphonse Constantin |

| 10-4-1991 | Barcelona                           | 3–1     | Juventus      | Estadi del Futbol Club Barcelona, Barcelona              |                                                          |
|           | Stoichkov 58', 61' · Goikoetxea 77' | Reporte | Casiraghi 13' | Asistencia: 98,000 espectadores Árbitro(s): Joël Quiniou | Asistencia: 98,000 espectadores Árbitro(s): Joël Quiniou |

Vuelta
| 24-4-1991 | Manchester United | 1–1 (Global 4-2) | Legia Warsaw  | Old Trafford, Manchester                                     |                                                              |
|           | Sharpe 29'        | Reporte          | Kowalczyk 56' | Asistencia: 44,269 espectadores Árbitro(s): Aron Schmidhuber | Asistencia: 44,269 espectadores Árbitro(s): Aron Schmidhuber |

| 24-4-1991 | Juventus   | 1–0 (Global 2-3) | Barcelona | Stadio delle Alpi, Turin                                       |                                                                |
|           | Baggio 61' | Reporte          |           | Asistencia: 64,469 espectadores Árbitro(s): Kurt Röthlisberger | Asistencia: 64,469 espectadores Árbitro(s): Kurt Röthlisberger |

## Final
| 1  | POR | Les Sealey        |  |
| 2  | DEF | Denis Irwin       |  |
| 3  | DEF | Clayton Blackmore |  |
| 4  | DEF | Steve Bruce       |  |
| 5  | DEF | Mike Phelan       |  |
| 6  | MED | Gary Pallister    |  |
| 7  | MED | Bryan Robson      |  |
| 8  | MED | Paul Ince         |  |
| 9  | DEL | Brian McClair     |  |
| 10 | DEL | Mark Hughes       |  |
| 11 | DEL | Lee Sharpe        |  |
| DT | DT  | Alex Ferguson     |  |

| 1  | POR | Carles Busquets       |     |
| 2  | DEF | Nando Muñoz           |     |
| 3  | DEF | José Ramón Alexanko   | 72' |
| 4  | DEF | Ronald Koeman         |     |
| 5  | DEF | Albert Ferrer         |     |
| 6  | MED | José Mari Bakero      |     |
| 7  | MED | Jon Andoni Goikoetxea |     |
| 8  | MED | Eusebio Sacristán     |     |
| 9  | DEL | Julio Salinas         |     |
| 10 | DEL | Michael Laudrup       |     |
| 11 | DEL | Txiki Begiristain     |     |
| DT | DT  | Johan Cruyff          |     |

| 16 | MED | Antonio Pinilla | 72' |

|  | 67' | Mark Hughes | 1-0 |
|  | 74' | Mark Hughes | 2-0 |

|  | 79' | Ronald Koeman | 2-1 |

|  | 77' | Bryan Robson |

|  | 75' | José Mari Bakero |
|  | 84' | Nando Muñoz      |

| Árbitro | Bo Karlsson |

| 1  | POR | Les Sealey        |  |
| 2  | DEF | Denis Irwin       |  |
| 3  | DEF | Clayton Blackmore |  |
| 4  | DEF | Steve Bruce       |  |
| 5  | DEF | Mike Phelan       |  |
| 6  | MED | Gary Pallister    |  |
| 7  | MED | Bryan Robson      |  |
| 8  | MED | Paul Ince         |  |
| 9  | DEL | Brian McClair     |  |
| 10 | DEL | Mark Hughes       |  |
| 11 | DEL | Lee Sharpe        |  |
| DT | DT  | Alex Ferguson     |  |

| 1  | POR | Carles Busquets       |     |
| 2  | DEF | Nando Muñoz           |     |
| 3  | DEF | José Ramón Alexanko   | 72' |
| 4  | DEF | Ronald Koeman         |     |
| 5  | DEF | Albert Ferrer         |     |
| 6  | MED | José Mari Bakero      |     |
| 7  | MED | Jon Andoni Goikoetxea |     |
| 8  | MED | Eusebio Sacristán     |     |
| 9  | DEL | Julio Salinas         |     |
| 10 | DEL | Michael Laudrup       |     |
| 11 | DEL | Txiki Begiristain     |     |
| DT | DT  | Johan Cruyff          |     |

| 16 | MED | Antonio Pinilla | 72' |

|  | 67' | Mark Hughes | 1-0 |
|  | 74' | Mark Hughes | 2-0 |

|  | 79' | Ronald Koeman | 2-1 |

|  | 77' | Bryan Robson |

|  | 75' | José Mari Bakero |
|  | 84' | Nando Muñoz      |

| Árbitro | Bo Karlsson |

## Campeón
| England                             |
| Campeón Manchester United 1° título |

## Goleadores
Los máximos goleadores de la Recopa de Europa 1990–91 fueron:
| # | Jugador             | Club              | Goles |
| - | ------------------- | ----------------- | ----- |
| 1 | Roberto Baggio      | Juventus          | 9     |
| 2 | Hristo Stoichkov    | Barcelona         | 6     |
| 3 | Sergei Yuran        | Dynamo Kiev       | 5     |
| 4 | Danny Boffin        | Liège             | 4     |
| 4 | Steve Bruce         | Manchester United | 4     |
| 4 | Pierluigi Casiraghi | Juventus          | 4     |
| 4 | Ronald Koeman       | Barcelona         | 4     |
| 4 | Brian McClair       | Manchester United | 4     |
| 9 | Marco Branca        | Sampdoria         | 3     |
| 9 | Mark Hughes         | Manchester United | 3     |
| 9 | Roman Kosecki       | Legia Warszawa    | 3     |
| 9 | Wojciech Kowalczyk  | Legia Warszawa    | 3     |
| 9 | Oleg Salenko        | Dynamo Kiev       | 3     |
| 9 | Salvatore Schillaci | Juventus          | 3     |
| 9 | Jacek Ziober        | Montpellier       | 3     |